# مارتینا سابلیکووا
مارتینا سابلیکووا (انگلیسی: Martina Sáblíková؛ زادهٔ ۲۷ مهٔ ۱۹۸۷) اسکیت‌باز سرعت اهل جمهوری چک است.